# Puiseaux (rivière)
Pour les articles homonymes, voir Puiseaux.
Le Puiseaux est une rivière française qui coule dans le département du Loiret. C'est un affluent du Loing en rive gauche, donc un sous-affluent de la Seine.

## Géographie
La longueur de son cours d'eau est de 36,9 km.
Le Puiseaux prend naissance aux Choux au sein de la partie orientale non domaniale de la forêt d'Orléans. Peu après sa naissance et après plusieurs méandres, il adopte la direction du nord, orientation qu'il maintient tout au long du reste de son parcours. Il finit par se jeter dans le canal de Briare à Montargis (il se jetait dans le Loing avant la construction du canal).

## Communes traversées
Dans le Loiret ;
Les Choux ~ Langesse ~ Varennes-Changy ~ Nogent-sur-Vernisson ~ Ouzouer-des-Champs ~ Saint-Hilaire-sur-Puiseaux ~ Vimory ~ Mormant-sur-Vernisson ~ Montargis

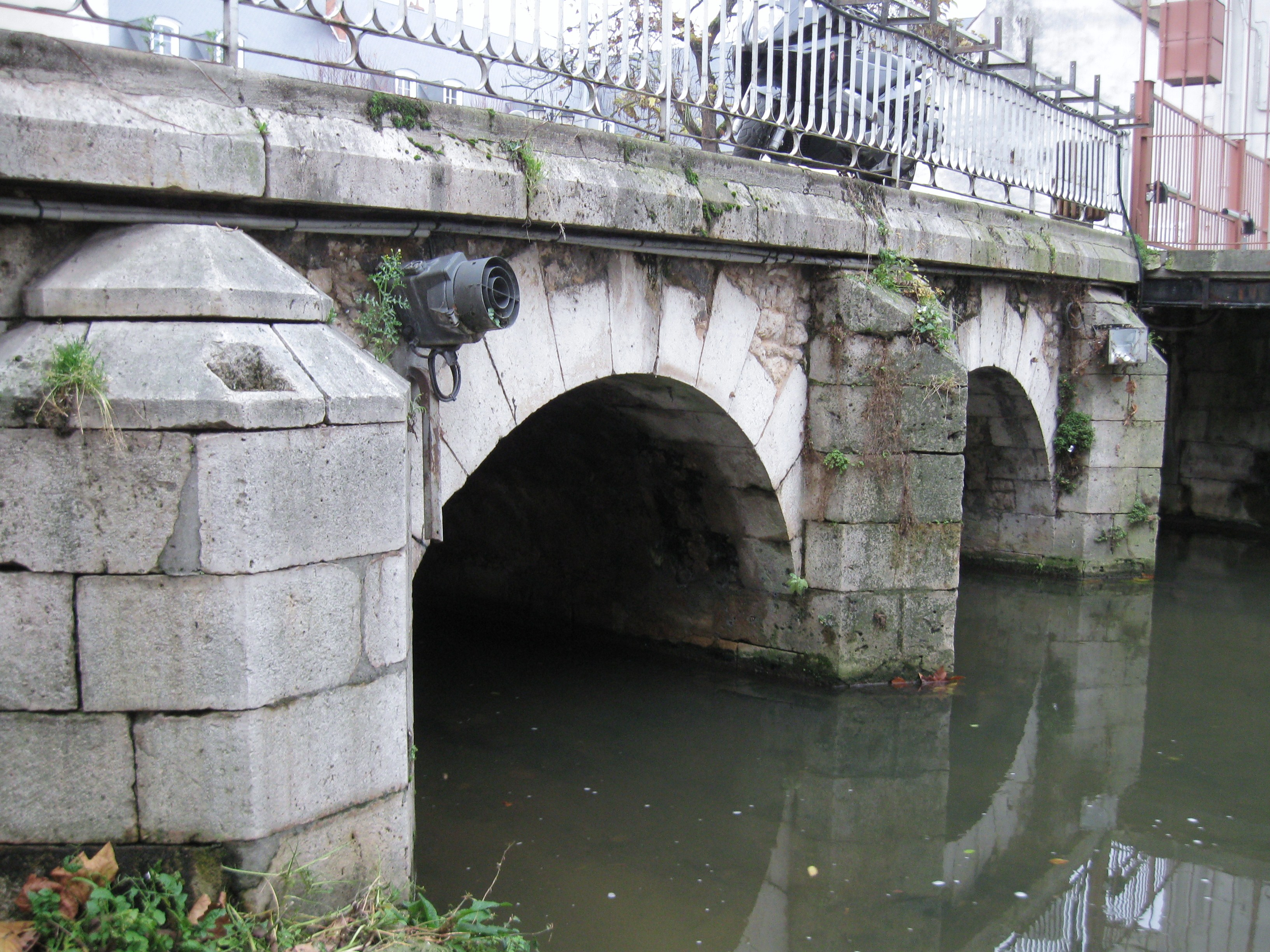
Le pont de Puiseaux à Montargis

## Affluents
- Le ruisseau de la Papillotière à Langesse et qui mesure 3,8 km
- Le ruisseau des Fontaines à Varennes-Changy et qui mesure 4 km
- Son plus grand affluent : le Vernisson.

## Hydrologie
Le Puiseaux est une rivière moyennement abondante pour la région, et assez irrégulière. Son débit a été observé sur une période de 37 ans (1972-2008), à Saint-Hilaire-sur-Puiseaux, localité du département du Loiret située à quelques kilomètres de son confluent avec le Loing. Le bassin versant de la rivière y est de 94 km2 (soit plus de 80 % de sa totalité qui fait 110 km2).
Le module de la rivière à Saint-Hilaire-sur-Puiseaux est de 0,461 m3/s.
Le Puiseaux présente des fluctuations saisonnières de débit bien marquées, avec des hautes eaux d'hiver portant le débit mensuel moyen à un niveau situé entre 0,815 et 0,903 m3/s, de janvier à mars inclus (avec un maximum en février), et des basses eaux d'été-début d'automne, de juillet à octobre inclus, avec une baisse du débit moyen mensuel allant jusqu'à 0,096 m3/s au mois d'août (96 litres). Mais les fluctuations sont bien plus prononcées sur de courtes périodes.
À l'étiage, le VCN3 peut chuter jusque 0,001 m3/s, en cas de période quinquennale sèche (un litre), ce qui est très sévère, le cours d'eau tombant ainsi presque à sec.
Quant aux crues, quoiqu'elles puissent parfois paraître assez importantes, compte tenu de la petite taille de son bassin, elles sont en fait fort modérées dans le cadre du bassin du Loing. Les QIX 2 et QIX 5 valent respectivement 4 et 6,7 m3/s. Le QIX 10 est de 8,4 m3/s, le QIX 20 de 10 m3/s et le QIX 50 de 12 m3/s. Ces différentes valeurs sont proportionnellement plus de deux fois moindres que les chiffres équivalents de l'Ouanne ou de l'Aveyron.
Le débit instantané maximal enregistré à la station de Saint-Hilaire-sur-Puiseaux a été de 11,4 m3/s le 6 août 1981, tandis que la valeur journalière maximale était de 8,14 m3/s le 20 février 1978. En comparant la première de ces valeurs à l'échelle des QIX de la rivière, il ressort que cette crue d'août 1981 était presque d'ordre cinquantennal, et donc relativement exceptionnelle.
Le Puiseaux est une rivière moyennement fournie dans le contexte du bassin du Loing. La lame d'eau écoulée dans son bassin versant est de 156 millimètres annuellement, ce qui est certes largement inférieur à la moyenne d'ensemble de la France (320 millimètres), mais assez proche de la moyenne du bassin du Loing (149 millimètres à Épisy, près de Moret-sur-Loing). Le débit spécifique de la rivière (ou Qsp) atteint le chiffre très modéré de 4,9 litres par seconde et par kilomètre carré de bassin.